# رابرت جیست
رابرت جیست (انگلیسی: Robert Gist؛ ۱ اکتبر ۱۹۱۷ – ۲۱ مهٔ ۱۹۹۸) یک هنرپیشه، و کارگردان اهل ایالات متحده آمریکا بود.
از فیلم‌ها یا برنامه‌های تلویزیونی که وی در آن نقش داشته است می‌توان به بیگانگان در ترن، معجزه در خیابان ۳۴ام، واگن دسته موزیک و عملیات زیرپیراهنی زنانه اشاره کرد.